# Paolo Pico
Paolo Pico (1563 – 1614) foi um prelado católico romano que serviu como Bispo de Vulturara e Montecorvino (1613–1614).

## Biografia
Paolo Pico nasceu em 1563 em Burgi San Sepulchri, na Itália, e foi ordenado sacerdote na Ordem dos Pregadores. No dia 15 de julho de 1613, foi nomeado durante o papado de Paulo V como Bispo de Vulturara e Montecorvino. A 15 de setembro de 1613, foi consagrado bispo por Felice Centini, bispo de Mileto, com Antonio d'Aquino, bispo de Sarno, e Sigismondo Gambacorta, bispo de Telese o Cerreto Sannita, servindo como co-consagradores. Serviu como Bispo de Vulturara e Montecorvino até à sua morte em 1614.